# 孟庆山
孟庆山（1906年—1969年），中国人民解放军将领、中国人民解放军开国少将。
曾任河北军区第一副司令员。1955年，授予中国人民解放军少将。